# Elytraria bissei
Elytraria bissei là một loài thực vật có hoa trong họ Ô rô. Loài này được Helga Dietrich mô tả khoa học đầu tiên năm 1982.

## Phân bố
Bản địa Cuba.